# Kalojan di Bulgaria
Kalojan di Bulgaria (in bulgaro Калоян?), noto anche come Ivan I, Ivanitsa o Ioannitsa (in bulgaro Йоаница?), (1170 circa – Tessalonica, ottobre 1207) regnò come zar di Bulgaria dal 1196 fino all'anno della sua morte.
Era il fratello minore di Teodoro Pietro e di Asen, i quali guidarono la rivolta anti-bizantina dei bulgari e dei valacchi nel 1185. La ribellione si concluse con la restaurazione della Bulgaria come Stato indipendente. Kalojan trascorse alcuni anni come ostaggio a Costantinopoli alla fine del 1180. Teodoro, incoronato imperatore Pietro IV, lo nominò suo co-regnante dopo l'assassinio di Asen nel 1196. Un anno dopo, anche Pietro fu assassinato e Kalojan si affermò al potere come unico sovrano della Bulgaria.
Per ottenere un titolo imperiale dalla Santa Sede, Kalojan cominciò una fitta corrispondenza con Papa Innocenzo III, dichiarandosi propenso a riconoscere il primato papale. La sua politica espansionistica lo portò in conflitto con l'Impero bizantino, l'Ungheria e la Serbia. Nel 1204, re Emerico d'Ungheria permise al legato pontificio che doveva consegnare una corona reale a Kalojan di entrare in Bulgaria esclusivamente su richiesta del papa. Il legato incoronò Kalojan «re dei Bulgari e dei Valacchi» l'8 novembre 1204, ma il sovrano bulgaro continuò a farsi chiamare zar (imperatore).
Kalojan approfittò della disintegrazione dell'Impero bizantino dopo la caduta di Costantinopoli avvenuta nell'ambito della quarta crociata dai latini nel 1204. Espugnò inoltre le fortezze nei themi della Macedonia e della Tracia, incoraggiando le rivolte della popolazione locale contro i crociati. Kalojan sconfisse Baldovino I, imperatore latino di Costantinopoli, nella battaglia di Adrianopoli del 14 aprile 1205. Baldovino fu catturato e in seguito morì in prigionia in Bulgaria. Kalojan scagliò delle nuove campagne contro i crociati e i romei, catturando o distruggendo decine di loro fortezze. Per via della sua spregiudicatezza e delle sue continue lotte contro i bizantini, si guadagnò l'appellativo di Kalojan il Romanoctono, ovvero l'uccisore dei romei, in contrapposizione all'imperatore bizantino Basilio II Bulgaroctono, celebre per il motivo inverso (ovvero uccisore di bulgari). Morì in circostanze misteriose durante l'assedio di Tessalonica nel 1207.

## Nome
Il nome Kalojan (in latino Caloiohannes) è traducibile come il buon Giovanni o Giovanni il bello e deriva dal greco Kaloiōannēs, un attributo solitamente assegnato agli imperatori bizantini di nome Giovanni e adottato dalla dinastia dei Comneni e da quelle successive. Fu battezzato come Ivan (Giovanni), ma di solito veniva chiamato Ioannitsa (Йоаница, Ioannica, ovvero Ivan il Piccolo), in quanto Ivan era anche il nome di battesimo del fratello maggiore Asen.
Storicamente divenne poi noto con l'appellativo di "Romanoctono", ovvero uccisore dei romei (cioè i bizantini), in contrapposizione a Basilio II Bulgaroctono (958-1025). I suoi nemici greci lo chiamavano anche Skyloioannes ("Giovanni il cane"), circostanza che diede origine ai riferimenti allo Zar Skaloyan o Scaluian negli affreschi del Monastero di Dragalevtsi e del Monastero di Sucevița.

## Biografia

### Primi anni
Kalojan era il fratello minore di Teodoro Pietro e di Asen, ovvero i due principali fomentatori di una rivolta dei bulgari e dei valacchi condotta contro l'Impero bizantino nel 1185. Teodoro fu incoronato imperatore e adottò il nome di Pietro nel 1185, mentre Asen divenne co-regnante di Pietro prima del 1190. I due si assicurarono l'indipendenza del loro regno con l'assistenza di guerrieri cumani provenienti dalla steppa pontico-caspica.
Kalojan, che nel 1188 era ancora un adolescente, nacque secondo lo storico Alexandru Madgearu intorno al 1170. Dopo che i bizantini catturarono la moglie di Asen, Kalojan fu inviato come ostaggio a Costantinopoli in cambio di lei nella primavera del 1188. Non è comunque noto il momento in cui fu liberato, ma si ipotizza che fuggì intorno al 1189. Egli era tornato da tempo nella terra natia quando un boiardo, Ivanko, uccise Asen a Tărnovo nel 1196. Ivanko tentò di ottenere il trono con l'appoggio dei romei, ma Teodoro Pietro lo costrinse a cercare rifugio nell'Impero bizantino.

### Regno

#### Conflitti con l'Impero bizantino

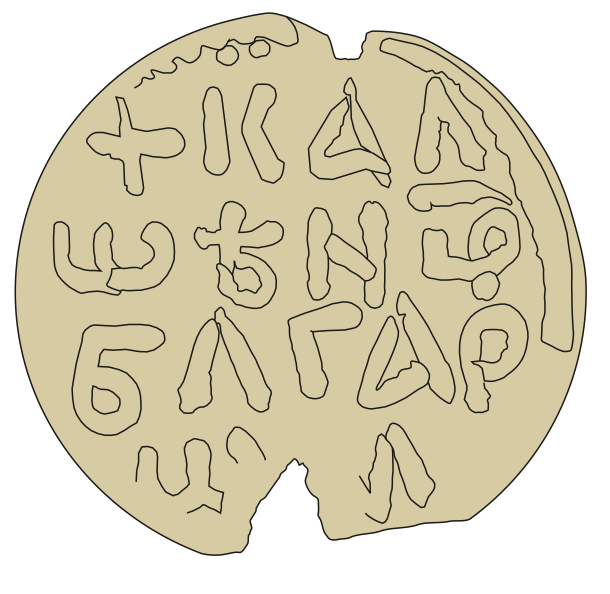
Il sigillo di Kalojan con un'iscrizione in bulgaro che recita "Kalojan zar dei Bulgari"

Lo storico bizantino Niceta Coniata riferisce che Teodoro-Pietro incaricò Kalojan «di assisterlo nelle sue fatiche e gestire con lui il potere» in un momento storico non meglio specificato. Kalojan divenne l'unico sovrano della Bulgaria dopo l'assassinio di Teodoro Pietro, avvenuto nel 1197. Poco dopo attaccò la provincia bizantina della Tracia e lanciò frequenti incursioni contro di essa nei mesi successivi. Intorno a questo periodo, inviò una lettera a papa Innocenzo III, sollecitandolo a inviare un delegato in Bulgaria. Egli voleva convincere il pontefice a riconoscere la sua autorità in Bulgaria. Innocenzo intrattenne volentieri questo scambio epistolare con Kalojan, in quanto uno dei suoi principali obiettivi politici era la riunificazione delle confessioni cristiane sotto la sua autorità.
L'imperatore bizantino Alessio III Angelo fece di Ivanko il comandante di Filippopoli (l'attuale Plovdiv, in Bulgaria). Ivanko si impadronì di due fortezze sui Monti Rodopi precedenti in mano a Kalojan, malgrado poi nel 1198 si alleò con lui. Cumani e valacchi provenienti dalle terre a nord del fiume Danubio irruppero nell'Impero bizantino nella primavera e nell'autunno del 1199. Coniata, che testimonia questi eventi, non riferisce che Kalojan collaborò con gli invasori, motivo per cui è probabile che essi attraversarono la Bulgaria senza la sua autorizzazione. Sempre nel 1199, secondo lo storico Alexandru Madgearu, Kalojan sottrasse Braničevo, Velebusdo (oggi Kjustendil, in Bulgaria), Skopje e Prizren al controllo dei bizantini.
L'inviato di Innocenzo III arrivò in Bulgaria alla fine di dicembre del 1199, portando una lettera firmata dal Santo Padre a Kalojan. Innocenzo dichiarò di essere stato informato che gli antenati di Kalojan erano giunti «dalla Città di Roma». La risposta di Kalojan, scritta in slavo ecclesiastico antico, non è sopravvissuta, ma il suo contenuto può essere desunto sulla base della sua successiva corrispondenza con la Santa Sede. Kalojan si auto-proclamò «imperatore dei Bulgari e dei Valacchi» e affermò di essere il legittimo successore dei sovrani del Primo Impero bulgaro. Egli pretese dal pontefice una corona imperiale ed espresse il desiderio di subordinare la Chiesa ortodossa bulgara alla giurisdizione del papa.
I bizantini catturarono Ivanko e occuparono le sue terre nel 1200. Kalojan e i suoi alleati cumani lanciarono una nuova campagna contro le terre bizantine nel marzo del 1201. Gli aggressori rasero al suolo Costanza (oggi Simeonovgrad, in Bulgaria) e si impossessarono di Varna. Kalojan appoggiò inoltre la ribellione di Dobromiro Chrysos e Manuele Camytzes contro Alessio III, malgrado essa si concluse con un fallimento. Romano Mstislavič, principe della Galizia-Volinia, invase i territori dei cumani, costringendoli a tornare in patria nel 1201. Dopo la ritirata cumana, Kalojan concluse un trattato di pace con Alessio III e ritirò le sue truppe dalla Tracia alla fine del 1201 o nel 1202. Stando alla lettera inviata dal sovrano bulgaro a Roma, Alessio III era disposto anche a inviargli una corona imperiale e a concedere lo status di autocefalia (o autonomia) della Chiesa bulgara.

### Ambizioni imperiali

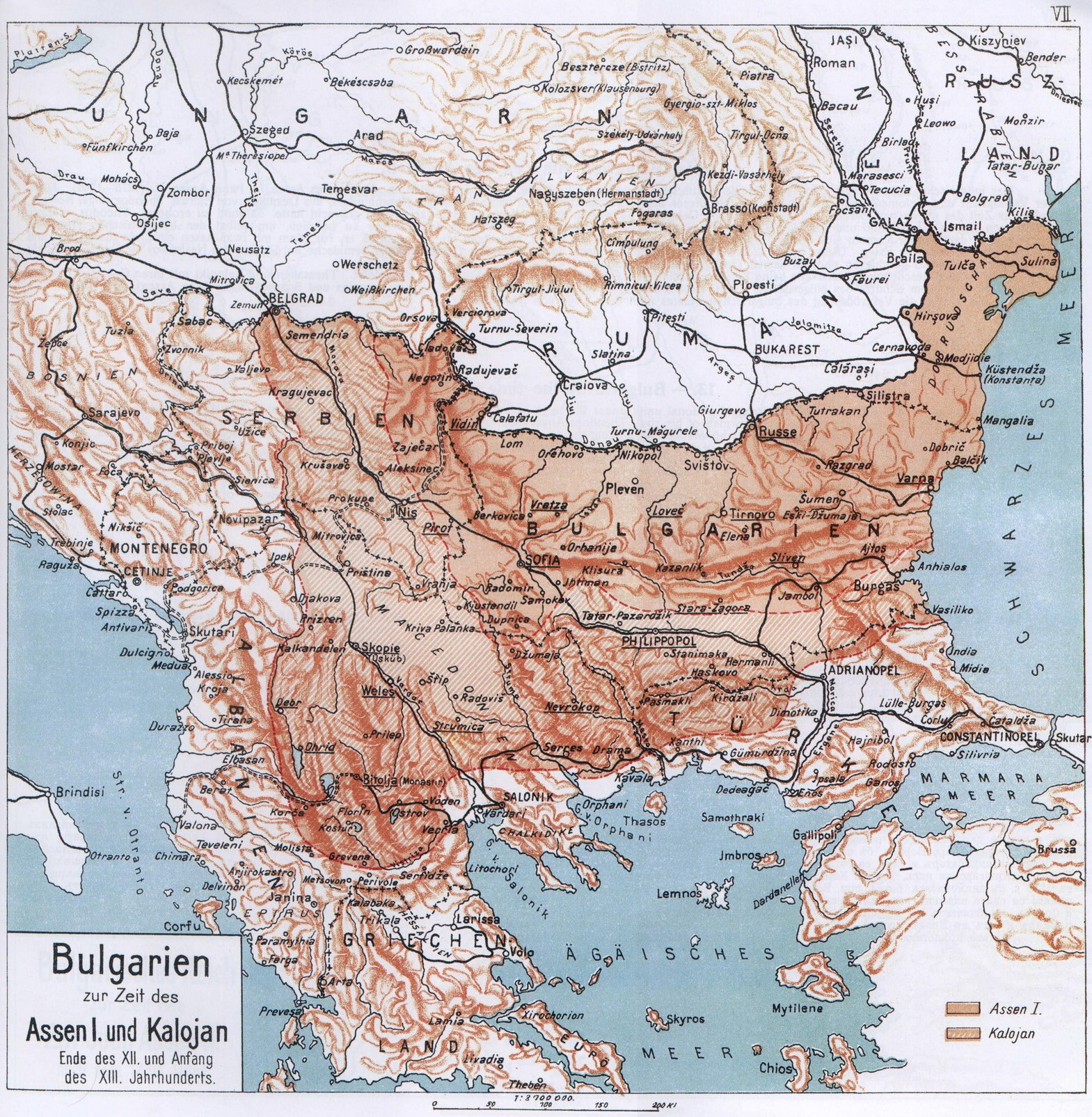
La Bulgaria sotto Kalojan all'inizio del XIII secolo

Vukan Nemanjić, sovrano della regione serba della Zeta, scacciò suo fratello, Stefano, dalla Serbia nel 1202. Kalojan concesse rifugio a Stefano e permise ai cumani di invadere la Serbia attraverso la Bulgaria. Egli stesso invase la Serbia e si assicurò Niš nell'estate del 1203. Secondo Madgearu si impadronì anche del regno di Dobromiro Chrysos, compresa la sua capitale, la quale era situata a Prosek, nella Macedonia settentrionale. Emerico, re d'Ungheria, che rivendicava Belgrado, Braničevo e Niš, intervenne nel conflitto per conto di Vukan. L'esercito ungherese occupò dei territori rivendicati anche da Kalojan. Poiché Vukan aveva già riconosciuto il primato papale, Innocenzo III sollecitò Kalojan a stringere con lui una pace a settembre. Nello stesso mese, il legato papale Giovanni da Casamari consegnò un pallio a Basilio I, guida della Chiesa bulgara, confermando il suo rango di arcivescovo, ma negando la sua elevazione al ruolo di patriarca.

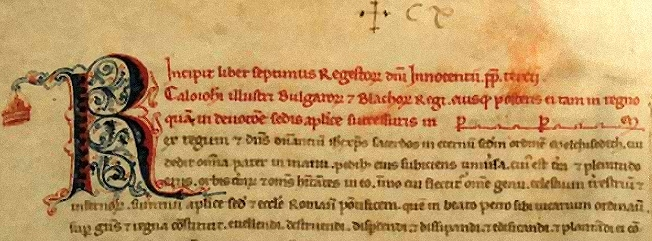
Una delle lettere inviate da papa Innocenzo III a Kalojan

Insoddisfatto della decisione di Roma, Kalojan inviò una nuova lettera, chiedendo a Innocenzo di spedire dei cardinali che potessero incoronarlo imperatore. Informò inoltre il pontefice che Emerico d'Ungheria si era impadronito di cinque vescovati bulgari, motivo per cui si chiedeva di mediare la disputa e di determinare con precisione i confini tra Bulgaria e Ungheria. Nella lettera egli si auto-definì «imperatore dei bulgari». Il papa non accettò la pretesa di Kalojan alla corona imperiale, ma inviò il cardinale Leone Brancaleone in Bulgaria all'inizio del 1204 per incoronarlo come re.
Kalojan inviò degli emissari ai crociati che stavano assediando Costantinopoli, offrendo loro supporto militare se «lo avessero incoronato re, cosicché avrebbe potuto agire da signore della sua terra di Valacchia», secondo la cronaca di Roberto de Clari. Tuttavia, i crociati lo trattarono con disprezzo e non accettarono la sua offerta. I latini completarono la conquista di Costantinopoli il 13 aprile del 1204. Essi elessero imperatore Baldovino IX di Fiandra e decisero di spartire tra di loro l'Impero bizantino.
Il legato pontificio, Brancaleone, viaggiò attraverso l'Ungheria, ma fu fatto prigioniero a Keve (oggi Kovin, in Serbia), sulla frontiera tra Ungheria e Bulgaria. Emerico d'Ungheria sollecitò il cardinale a convocare Kalojan in Ungheria e ad arbitrare il loro conflitto. Brancaleone fu rilasciato su richiesta del papa solo alla fine di settembre o all'inizio di ottobre. Egli consacrò Basilio quale primate della Chiesa dei Bulgari e dei Valacchi il 7 novembre. Il giorno seguente, Brancaleone incoronò Kalojan re. Nella successiva lettera spedita al papa, Kalojan si definì «re di Bulgaria e Valacchia», ma si riferì al suo regno come a un impero e a Basilio come a un patriarca.

### Guerra con i crociati
Approfittando della disintegrazione dell'Impero bizantino, Kalojan catturò le terre precedentemente detenute dai bizantini in Tracia. Inizialmente cercò di ottenere una divisione pacifica delle terre con i crociati (o "latini"). Al contempo, in via cautelativa, Kalimantan chiese a Innocenzo III di impedire loro di aggredire la Bulgaria. Tuttavia, i crociati desideravano suddividere l'intero territorio precedentemente in mano ai bizantini, comprese le terre rivendicate da Kalojan.

Il Secondo Impero bulgaro (in verde chiaro) e la frammentazione dell'impero bizantino dopo il 1204: l'impero latino (in rosso), l'impero di Nicea (in grigio), l'impero di Trebisonda (in viola) e il despotato d'Epiro (in verde scuro); i confini sono molto incerti

Il sovrano bulgaro concesse asilo ai rifugiati bizantini e li convinse a fomentare delle rivolte in Tracia e in Macedonia contro i latini. Gli esuli, secondo il resoconto di Roberto de Clari, si convinsero inoltre a eleggerlo imperatore se avesse invaso l'Impero latino. I greci di Adrianopoli (oggi Edirne, in Turchia) e delle città vicine insorsero contro i latini all'inizio del 1205. Kalojan promise che avrebbe inviato loro dei rinforzi prima della Pasqua di quell'anno. Considerando la collaborazione di Kalojan con i ribelli un'alleanza pericolosa, l'imperatore Baldovino decise di lanciare un contrattacco e ordinò il ritiro delle sue truppe dall'Asia Minore. Tuttavia, il sovrano bulgaro cinse d'assedio Adrianopoli prima che potesse radunare tutte le sue truppe. Kalojan si precipitò in città alla testa di un esercito di oltre 14 000 guerrieri bulgari, valacchi e cumani. Una finta ritirata cumana attirò la cavalleria pesante dei crociati in un'imboscata nelle paludi a nord di Adrianopoli, circostanza che permise a Kalojan di prevalere in quella battaglia il 14 aprile 1205.
Baldovino venne catturato sul campo di battaglia e morì in prigionia a Tărnovo, la capitale bulgara. Nei suoi scritti Coniata accusa Kalojan di aver torturato e assassinato Baldovino perché «ribolliva di rabbia» contro i crociati. Giorgio Acropolita aggiunge che la testa di Baldovino fu «ripulita da tutto il suo contenuto e decorata tutt'intorno con degli ornamenti», venendo impiegata come calice da Kalojan. Al contrario, il fratello e successore di Baldovino, Enrico di Fiandra, informò il papa che Kalojan si era comportato in modo rispettoso nei confronti dei crociati catturati ad Adrianopoli.
Le truppe di Kalojan saccheggiarono la Tracia e la Macedonia dopo la vittoria sui latini. Lanciò una campagna contro il Regno di Tessalonica, assediando Serres alla fine di maggio. Il sovrano promise il libero passaggio ai difensori, ma dopo la loro resa venne meno alla parola data e li fece prigionieri. Mentre continuava la campagna, si impadronì di Veria e Moglena (oggi Almopia, in Grecia). La maggior parte degli abitanti di Veria fu uccisa o catturata su suo ordine. Enrico, che governava ancora l'Impero latino come reggente, avviò una controffensiva in direzione della Bulgaria a giugno. Kalojan non riuscì però a catturare Adrianopoli e un'improvvisa alluvione lo costrinse a revocare l'assedio a Didymoteicho.
Kalojan decise di vendicarsi contro i cittadini di Filippopoli, i quali avevano volontariamente collaborato con i crociati. Con l'assistenza dei pauliciani locali, si impadronì dell'insediamento e ordinò l'uccisione dei cittadini più importanti. I popolani furono deportati in catene fino alla Valacchia. È ignoto dove esattamente essi giunsero, considerando che il termine aveva all'epoca un'estensione geografica vagamente definita; è soltanto possibile affermare con certezza che si trovasse a sud del basso Danubio. Kalojan fece ritorno a Tărnovo dopo che una rivolta era scoppiata contro di lui nella seconda metà del 1205 o all'inizio del 1206. Egli «punì i ribelli con severe punizioni e con nuovi metodi di esecuzione», come sostiene Niceta Coniata. Superata questa avversità, Kalojan si rivelò nuovamente in grado di invadere la Tracia nel gennaio del 1206, catturando Rousion (odierna Keşan, in Turchia) e massacrando la guarnigione latina. In seguito distrusse la maggior parte delle fortezze lungo la Via Egnatia, fino ad Athira (attuale Büyükçekmece, in Turchia). Gli abitanti locali furono catturati e trasferiti con la forza nel basso Danubio. Giorgio Acropolita testimonia che in seguito Kalojan si fece chiamare "Uccisore dei Romei", come detto un chiaro riferimento a Basilio II che era divenuto noto con l'appellativo di "Uccisore dei Bulgari" quando causò la scomparsa del Primo Impero bulgaro.
Il massacro e la cattura dei loro conterranei indignarono i greci della Tracia e della Macedonia, in quanto si resero conto che Kalojan sembrava più interessato a combattere i bizantini anziché i latini. Gli abitanti di Adrianopoli e Didymoteicho si avvicinarono a Enrico, offrendo i loro omaggi. Enrico accettò l'offerta e assistette Teodoro Brana nelle sue operazioni di conquista delle due città. Kalojan attaccò Didymoteicho nel mese di giugno, ma i crociati lo costrinsero a revocare l'attacco. Poco dopo che Enrico fu incoronato imperatore il 20 agosto, Kalojan tornò e distrusse Didymoteicho. Poi assediò Adrianopoli, ma Enrico lo costrinse a ritirare le truppe dalla Tracia. Enrico irruppe anche in Bulgaria e liberò 20 000 prigionieri a ottobre. Bonifacio, re di Tessalonica, aveva nel frattempo riconquistato Serres.
Kalojan suggellò un'alleanza con Teodoro I Lascaris, imperatore di Nicea. Lascaris aveva iniziato una guerra contro Davide Comneno, imperatore di Trebisonda, che era sostenuto dai latini. Egli convinse Kalojan a invadere la Tracia, circostanza che costrinse Enrico a ritirare le sue truppe dall'Asia Minore. Kalojan assediò Adrianopoli nell'aprile del 1207 usando dei trabucchi, ma i difensori resistettero. Un mese dopo, i cumani abbandonarono l'accampamento di Kalojan poiché volevano tornare nelle proprie terre di origine, la steppa pontico-caspica, causando la ritirata e la rinuncia all'attacco da parte di Kalojan. Innocenzo III esortò Kalojan a giungere a una pace con i latini, ma questi non presto obbedienza.
Enrico concluse una tregua con Teodoro I Lascaris nel luglio del 1207. Ebbe anche un incontro con Bonifacio di Tessalonica, che riconobbe la sua sovranità a Kypsela, in Tracia. Tuttavia, mentre tornava a Tessalonica, Bonifacio cadde vittima di un'imboscata e fu ucciso a Mosinopoli il 4 settembre. Stando a Goffredo di Villehardouin, i responsabili dell'agguato furono i bulgari del posto, i quali inviarono la testa di Bonifacio a Kalojan. Roberto de Clari e Niceta Coniata attestano che Kalojan aveva organizzato l'imboscata. A Bonifacio successe il figlio ancora in tenera età Demetrio del Monferrato; proprio perché ancora non capace di esercitare le sue attività, in sua vece agì la madre Margherita d'Ungheria. Kalojan si precipitò a Tessalonica e cinse d'assedio la città.

### Morte

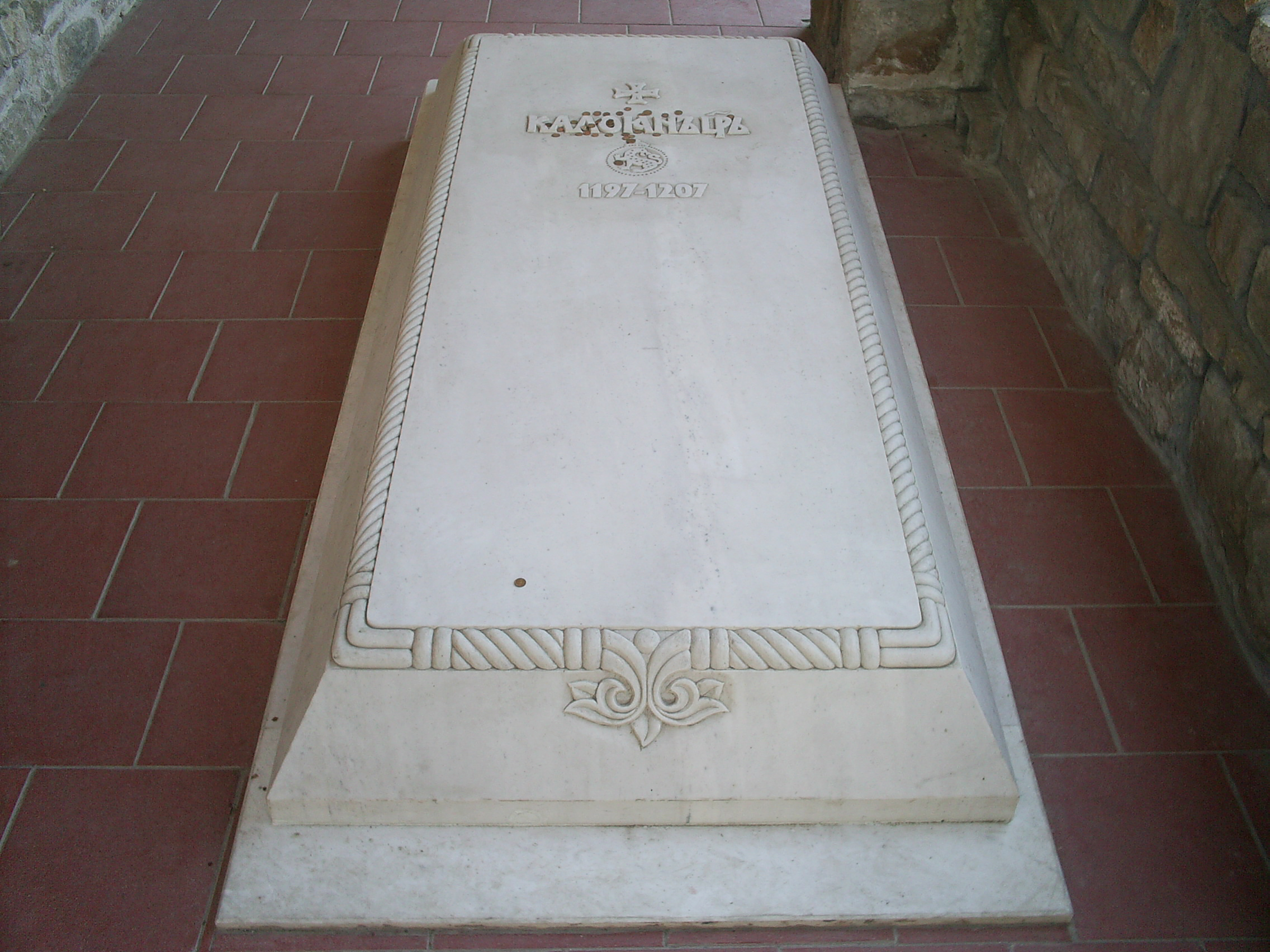
La presunta tomba di Kalojan nella chiesa dei Santi Quaranta Martiri a Tărnovo

Kalojan morì durante l'assedio di Tessalonica avvenuto nell'ottobre 1207, ma le circostanze relative alla sua morte restano incerte. Acropolita afferma che morì di pleurite. L'autore riferisce delle dicerie secondo le quali la «morte di Kalojan fu causata dall'ira divina; gli sembrò infatti che un uomo armato gli apparisse davanti nel sonno e gli trafisse il fianco con una lancia».
Le leggende sull'intervento di San Demetrio di Tessalonica a favore della città assediata iniziarono a diffondersi poco dopo la morte di Kalojan. Roberto di Clari scrive, prima del 1216, che il santo in persona si recò alla tenda di Kalojan e «lo colpì con una lancia in corpo», causandone la morte. Stefano Prvovenčani, sovrano serbo coevo di Kalojan, narra della stessa leggenda nel 1216 nell'agiografia da lui realizzata e dedicata al padre, Stefano Nemanja. Giovanni Stauracio, il quale compilò le leggende di San Demetrio alla fine del XIII secolo, sostiene che un uomo in sella a un cavallo bianco colpì il sovrano bulgaro con una lancia. Kalojan, continua Stauracio, associò l'aggressore a Manastras, il comandante dei suoi mercenari, che dovette così fuggire prima della morte di Kalojan. La leggenda è stata raffigurata sulle pareti di più di cinque chiese e monasteri ortodossi. Si pensi a un affresco presente nel Monastero di Decani che raffigura San Demetrio intento a uccidere lo «zar Skalojan».
La contraddittoria documentazione relativa alla morte di Kalojan ha dato origine a molteplici teorie accademiche; molti degli autori concordato sul fatto che venne assassinato. Madgearu ha affermato che Kalojan fu effettivamente ucciso da Manastras, il quale molto probabilmente era stato assoldato dalla moglie e dal nipote di Kalojan, Boril. Anche gli storici Genoveva Cankova-Petkova e Francesco Dall'Aglia hanno ritenuto che Kalojan morì per mano di Manastras, sia pur precisando che i greci lo avessero convinto a mettersi contro lo zar.
L'ubicazione della tomba di Kalojan resta tuttora sconosciuta. Secondo la versione della fine del XIII secolo della Vita di San Sava di Serbia, le spoglie di Kalojan furono imbalsamate e trasportate a Tărnovo. Tuttavia, la versione più antica della stessa leggenda, risalente al 1254, non riferisce alcunché a proposito di questo episodio. Un anello d'oro, ritrovato in una tomba vicino alla chiesa dei Santi Quaranta Martiri a Tărnovo nel 1972, reca l'iscrizione in cirillico Kaloianov prăsten ("Anello di Kalojan"). Lo storico Ivan Dujčev ha affermato che l'anello prova che i resti di Kalojan furono trasferiti nella chiesa, costruita nel 1230. Sulla base del cranio ritrovato nella stessa tomba e associato a Kalojan, l'antropologo Ĭordan Ĭordanov ha ricostruito le fattezze del volto del sovrano. L'identificazione della tomba come luogo di sepoltura di Kalojan resta controversa, perché l'anello che reca il suo nome non risale a un'epoca antecedente al XIV secolo. Inoltre, le tombe di tutti gli altri membri della dinastia reale sepolti nello stesso luogo si trovano all'interno della chiesa, circostanza la quale lascia intendere che l'anello non era di proprietà di Kalojan, ma di un suo omonimo del XIV secolo.

## Discendenza

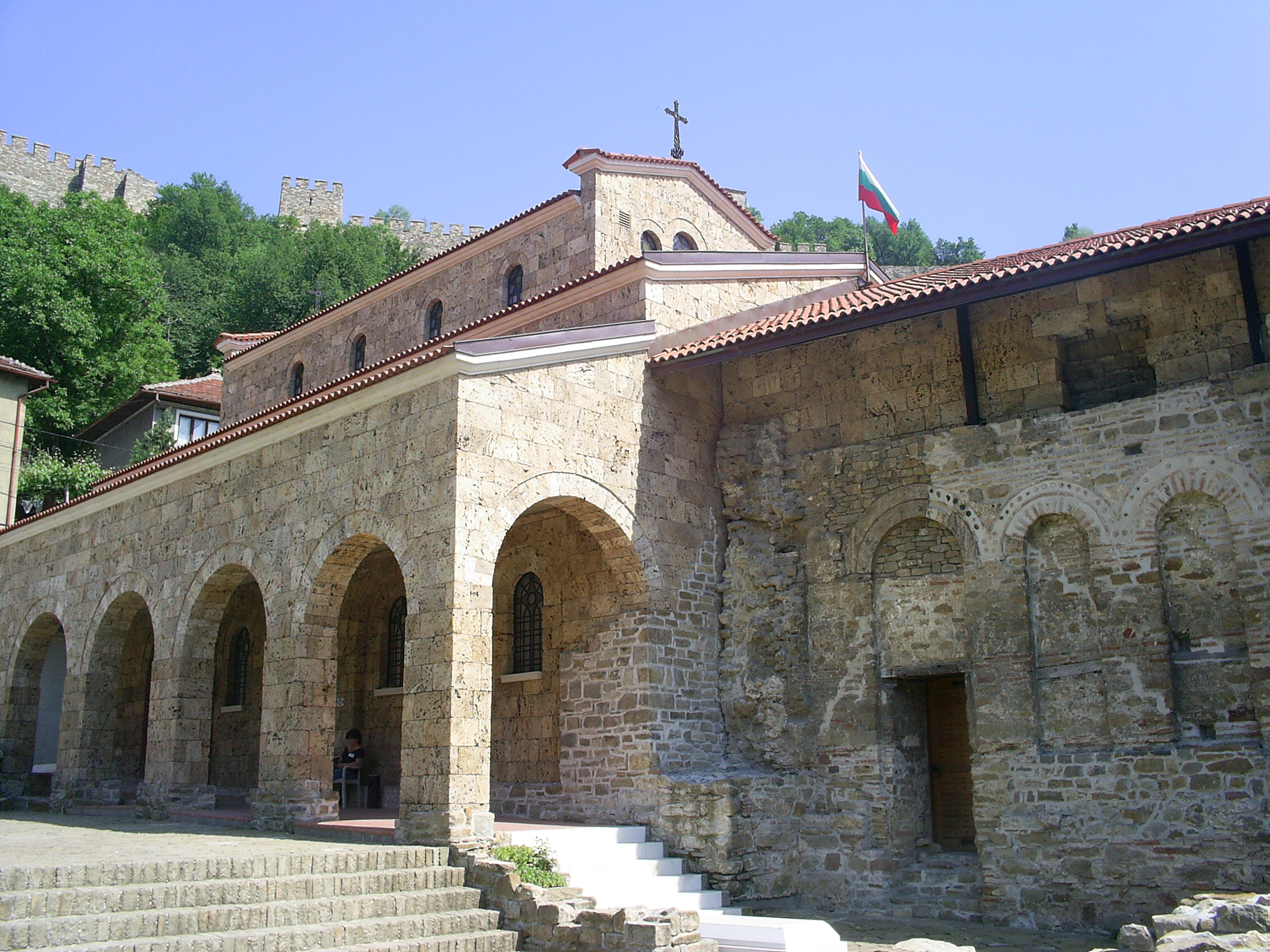
La chiesa dei Quaranta Martiri a Veliko Tărnovo, dove è stata ritrovata la tomba dell'imperatore Kalojan. Essa è stata risepolta con gli onori di Stato il 19 aprile 2007

La moglie di Kalojan era una principessa cumana; il suo nome resta ignoto, ma nella storiografia bulgara ci si riferisce a lei indicandola come "Kumankata" (in bulgaro Куманката?), ovvero la [donna] cumana. Sulla base delle informazioni a disposizione, diede alla luce un'unica figlia, il cui nome appare sconosciuto (si tende a ipotizzare che si chiamasse Maria). Stando a quanto riferito da Alberico delle Tre Fontane, la moglie del sovrano bulgaro tentò di sedurre l'imperatore latino Baldovino mentre era imprigionato a Tărnovo. Tuttavia, sempre secondo l'autore, Baldovino la rifiutò, motivo per cui lei lo accusò di aver cercato di sedurla. Indignato dalle affermazioni della moglie, Kalojan fece giustiziare Baldovino e diede il suo cadavere in pasto ai cani. Poiché questa versione si basa quasi integralmente sulla vicenda della moglie di Putifarre, il resoconto fornito da Alberico delle Tre Fontane resta per ovvie ragioni inattendibile, a giudizio di Madgearu. Dopo la morte di Kalojan, la sua vedova sposò il suo successore, Boril. Quest'ultimo diede la figlia di Kalojan in sposa all'imperatore latino Enrico di Fiandra nel 1211.

## Rilevanza storica
A giudizio dello storico bizantinista Georgij Ostrogorskij, «sotto il suo fermo governo [di Kalojan], il secondo impero bulgaro visse il suo primo periodo di impetuoso sviluppo, divenne una delle più importanti potenze balcaniche e spesso intervenne come un fattore decisivo nella politica dell'Europa meridionale».

## Influenza culturale
A Kalojan è dedicato un nunatak situato nei Monti Tangra, una catena montuosa situati in Antartide e, più precisamente, sull'isola Livingston.

### Esplicative
1. 1 2  Tra il 1196 e il 1997 fu co-reggente della Bulgaria assieme al fratello Pietro IV.

### Bibliografiche
1. ↑  Mladjov (2015), p. 295.
2. 1 2  (EN) Myrna Kostash, Prodigal Daughter: A Journey to Byzantium, University of Alberta, 2010,  p. 136, ISBN 978-08-88-64704-7.
3. ↑  Madgearu (2016), p. 39.
4. 1 2  Vásáry (2005), p. 54.
5. 1 2  Ostrogorskij (2014), p. 393.
6. 1 2  Madgearu (2016), pp. 170-171.
7. ↑  Curta (2006), pp. 358-359, 379.
8. ↑  Vásáry (2005), p. 17.
9. ↑  Fine (1994), p. 16.
10. ↑  Vásáry (2005), pp. 17-18.
11. ↑  Madgearu (2016), pp. 111-112.
12. ↑  Fine (1994), p. 15.
13. 1 2 3  Madgearu (2016), p. 111.
14. 1 2  Madgearu (2016), p. 112.
15. ↑  Annali di Niceta Coniata, 6.1.472, p. 259.
16. 1 2 3 4  Dimnik (2004), p. 266.
17. 1 2  Stephenson (2000), p. 306.
18. 1 2 3  Madgearu (2016), p. 114.
19. 1 2  Stephenson (2000), p. 309.
20. ↑  Sweeney (1973), p. 321.
21. ↑  Madgearu (2016), pp. 115-116.
22. 1 2  Madgearu (2016), p. 116.
23. ↑  Madgearu (2016), pp. 118-119.
24. 1 2  Curta (2006), p. 379.
25. 1 2  Curta (2006), p. 380.
26. 1 2 3 4 5 6  Stephenson (2000), p. 310.
27. ↑  Madgearu (2016), p. 115.
28. ↑  Madgearu (2016), pp. 116-117.
29. ↑  Treadgold (1997), p. 662.
30. ↑  Fine (1994), pp. 31-32.
31. ↑  Fine (1994), p. 32.
32. ↑  Fine (1994), p. 47.
33. 1 2  Madgearu (2016), p. 124.
34. ↑  Fine (1994), p. 48.
35. 1 2 3  Madgearu (2016), p. 158.
36. ↑  Madgearu (2016), p. 131.
37. ↑  Fine (1994), pp. 44-45, 48.
38. ↑  Sweeney (1973), pp. 321-322.
39. 1 2 3  Curta (2006), p. 381.
40. 1 2  Sweeney (1973), p. 322.
41. ↑  Sweeney (1973), pp. 323-324.
42. 1 2  Madgearu (2016), p. 133.
43. 1 2 3  Lock (1995), p. 52.
44. ↑  Fine (1994), p. 62.
45. ↑  Lock (1995), pp. 43-51.
46. 1 2  Sweeney (1973), p. 324.
47. 1 2 3  Curta (2006), p. 383.
48. 1 2  Madgearu (2016), p. 135.
49. 1 2 3 4 5 6 7  Fine (1994), p. 81.
50. ↑  Madgearu (2016), p. 144.
51. 1 2 3  Madgearu (2016), p. 145.
52. ↑  Madgearu (2016), p. 146.
53. ↑  Madgearu (2016), p. 147.
54. ↑  Madgearu (2016), p. 149.
55. ↑  Madgearu (2016), pp. 149, 152.
56. ↑  Annali di Niceta Coniata, 9.642, p. 353.
57. 1 2 3 4 5  Madgearu (2016), p. 153.
58. ↑  Annali di Giorgio Acropolita, cap. 13, p. 139.
59. ↑  Fine (1994), pp. 81-82.
60. ↑  Madgearu (2016), p. 156.
61. ↑  Madgearu (2016), p. 157.
62. ↑  Fine (1994), p. 84.
63. 1 2  Vásáry (2005), p. 51.
64. 1 2  Madgearu (2016), p. 159.
65. ↑  Madgearu (2016), pp. 159-160.
66. ↑  Madgearu (2016), pp. 73, 160.
67. 1 2 3 4  Fine (1994), p. 85.
68. 1 2 3 4 5  Madgearu (2016), p. 171.
69. ↑  Annali di Niceta Coniata, 9.628, p. 344.
70. 1 2 3  Madgearu (2016), p. 160.
71. ↑  Madgearu (2016), p. 162.
72. ↑  Treadgold (1997), pp. 714-715.
73. 1 2  Vásáry (2005), p. 52.
74. 1 2  Vásáry (2005), p. 53.
75. ↑  Madgearu (2016), p. 161.
76. 1 2  Madgearu (2016), p. 165.
77. 1 2 3 4 5  Fine (1994), p. 87.
78. 1 2 3  Treadgold (1997), p. 715.
79. 1 2 3 4 5  Madgearu (2016), p. 166.
80. 1 2  Madgearu (2016), p. 167.
81. ↑  Lock (1995), p. 58.
82. ↑  Fine (1994), pp. 87, 91.
83. 1 2 3  Fine (1994), p. 91.
84. 1 2 3 4  Madgearu (2016), p. 170.
85. ↑  Annali di Giorgio Acropolita, cap. 13, p. 140.
86. 1 2 3  Madgearu (2016), p. 169.
87. ↑  La conquista di Costantinopoli (Roberto de Clari), p. 127.
88. ↑  Madgearu (2016), pp. 3, 169.
89. ↑  Madgearu (2016), pp. 168-169.
90. 1 2  Madgearu (2016), p. 173.
91. ↑  Madgearu (2016), pp. 169-170.
92. 1 2 3 4  Madgearu (2016), p. 172.
93. ↑  Madgearu (2016), p. 188.
94. ↑  Curta (2006), p. 384.
95. ↑  Madgearu (2016), pp. 187-188.
96. ↑  Ostrogorskij (2014), p. 369.

### Fonti primarie
- Giorgio Acropolita, The History, traduzione di Ruth Macrides, Oxford University Press, 2007, ISBN 978-0-19-921067-1.
- Roberto de Clari, The Conquest of Constantinople: Robert of Clari, traduzione di Edgar Holmes McNeal, Columbia University Press, 1996, ISBN 0-8020-7823-0.
- Niceta Coniata, O City of Byzantium, Annals of Niketas Choniatēs, traduzione di Harry J. Magoulias, Wayne State University Press, 1984, ISBN 978-0-8143-1764-8.
- Goffredo di Villehardouin, La conquista di Costantinopoli, Milano, Testi e documenti, 2008, ISBN 978-88-7710-729-9.

### Fonti secondarie
- (EN) Florin Curta, Southeastern Europe in the Middle Ages, 500-1250, Cambridge, Cambridge University Press, 2006, ISBN 978-0-511-81563-8.
- (EN) Martin Dimnik, Kievan Rus', the Bulgars and the southern Slavs, c. 1020–c. 1200, in David Luscombe e Jonathan Riley-Smith, The New Cambridge Medieval History, 4, c.1024–c.1198, Part 2, Cambridge, Cambridge University Press, 2004,  pp. 254-276, ISBN 978-1-13905403-4.
- (EN) John Van Antwerp Jr. Fine, The Late Medieval Balkans: A Critical Survey from the Late Twelfth Century to the Ottoman Conquest, The University of Michigan Press, 1994, ISBN 0-472-08260-4.
- (EN) Peter Lock, The Franks in the Aegean, 1204-1500, Longman, 1995, ISBN 978-0-582-05139-3.
- (EN) Alexandru Madgearu, The Asanids: The Political and Military History of the Second Bulgarian Empire, 1185–1280, Brill, 2016, ISBN 978-9-004-32501-2.
- (EN) Ian Mladjov, Monarchs' Names and Numbering in the Second Bulgarian State, in Studia Ceranea, vol. 5, 2015,  pp. 267-310, DOI:10.18778/2084-140X.05.09, ISSN 2449-8378 (WC · ACNP).
- Georgij Ostrogorskij, Storia dell'Impero bizantino, traduzione di Piero Leone, Torino, Einaudi, 2014, ISBN 978-88-06-22416-5.
- (EN) Paul Stephenson, Byzantium's Balkan Frontier: A Political Study of the Northern Balkans, 900-1204, Cambridge University Press, 2000, ISBN 978-0-521-02756-4.
- (EN) James Ross Sweeney, Innocent III, Hungary and the Bulgarian Coronation: A Study in Medieval Papal Diplomacy, in Church History, vol. 42, n. 3, 1973,  pp. 320-334, DOI:10.2307/3164389, ISSN 0009-6407 (WC · ACNP).
- (EN) Warren Treadgold, A History of the Byzantine State and Society, Stanford University Press, 1997, ISBN 0-8047-2630-2.
- (EN) István Vásáry, Cumans and Tatars: Oriental Military in the Pre-Ottoman Balkans, 1185–1365, Cambridge University Press, 2005, ISBN 978-11-39-44408-8.